# Чистяк Дмитро Олександрович
Дмитро Олександрович Чистяк (22 серпня 1987, Київ) — український письменник, перекладач, літературний критик, науковець-філолог і громадський діяч. Доктор філологічних наук

## Життєпис
Здобув вищу освіту у Київському національному університеті імені Тараса Шевченка (Інститут філології, спеціальність: французька, англійська мови та літератури). Член Правління, заступник Голови Київської організації Національної спілки письменників України (з 2021 р.). Автор поетичних і прозових творів, літературознавчих і мовознавчих досліджень, літературно-критичних статей, перекладач із англомовних, романських і слов'янських літератур (понад 80 окремих видань і 400 публікацій), а також французькою мовою. Координатор видавничих серій у низці київських, паризьких і брюссельських видавництв, директор видавничої серії «Lettres européennes» (Європейське письменство) у паризькому видавництві «L'Harmattan», член редколегії журналів «Всесвіт» і «Київ» (заступник головного редактора), журі Всеукраїнського конкурсу-захисту наукових робіт МАН України (секція літературної творчості), Голова журі Міжнародної українсько-німецької літературної премії імені Олеся Гончара тощо.

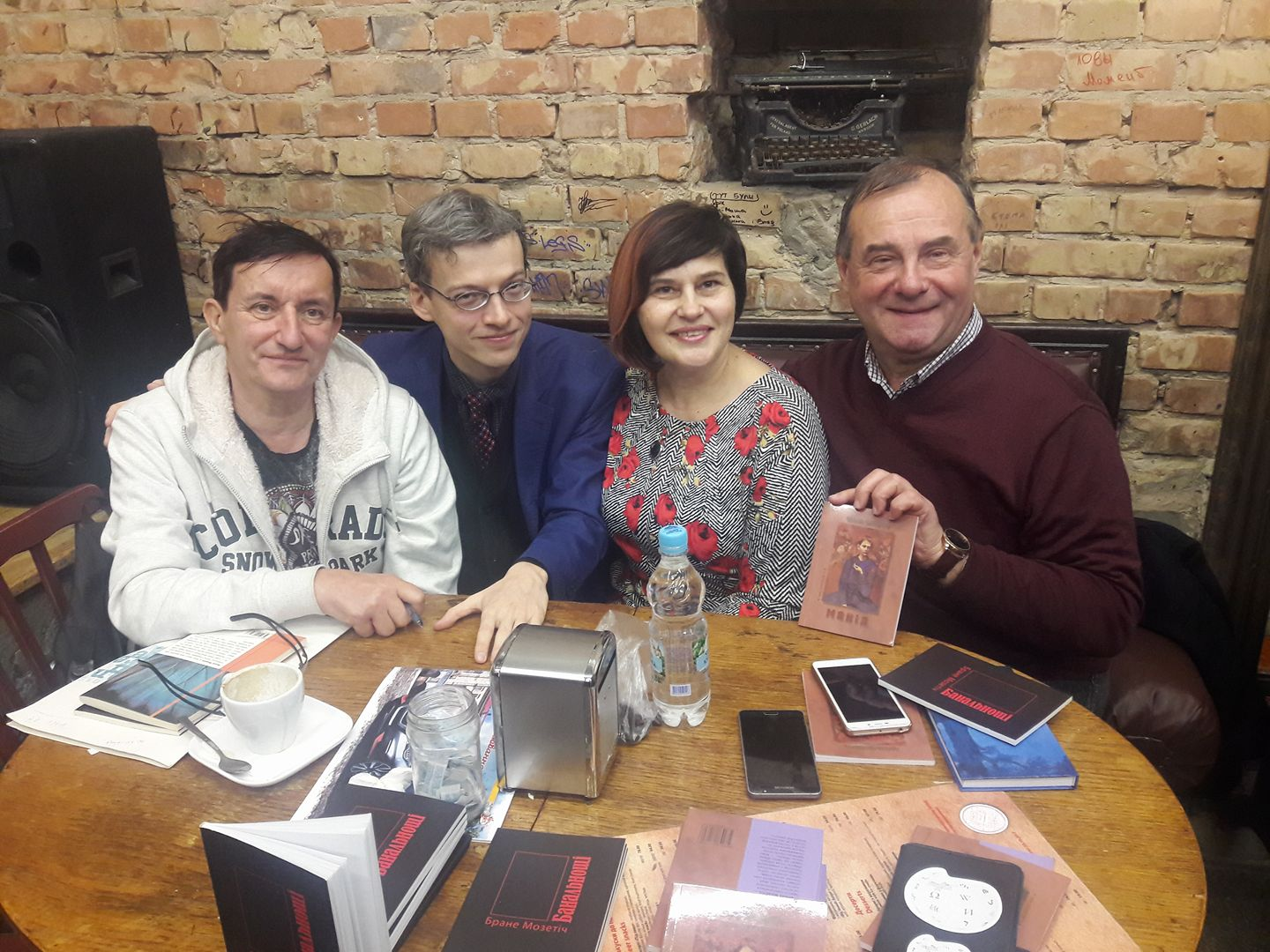
Бране Мозетіч, Дмитро Чистяк, Тетяна Череп-Пероганич та Олександр Балабко у Кнайп-клубі «Купідон», 9 грудня 2017

Окремі видання книжок виходили у Франції, Італії, Азербайджані, Сербії, Болгарії, Македонії, Молдові, Албанії, Румунії, Туреччині, Японії, Угорщині, добірки творів, перекладів і наукові публікації виходили друком у численних країнах світу. Учасник Всеукраїнських і Міжнародних наукових з'їздів і конференцій, присвячених актуальним проблемам філологічної науки, а також провідних літературних фестивалів у м. Любляна (Словенія, 2011), м. Струга (Македонія, 2013), м. Труа-Рів'єр (Канада, 2014), м. Крайова (Румунія, 2017), М. Стамбул (Туреччина, 2018), м.Комо (Італія, 2019) та ін. Поезії та переклади неодноразово були покладені на музику (зокрема понад 30 вокальних фресок на вірші бельгійських символістів створив Володимир Губа) та виконувались провідними українськими артистами (серед них — Раїса Недашківська, Фемій Мустафаєв, Олена Гончарук і Маркіян Свято.
Є членом Видавничої ради при Департаменті суспільних комунікацій виконавчого органу Київської міської ради (Київської міської державної адміністрації).

## Науковець
Дмитро Чистяк — асистент, доцент, професор кафедри романської філології КНУ імені Тараса Шевченка, доктор філологічних наук (кандидатська дисертація «Лінгвопоетика міфологічного інтертексту в ранній драматургії Моріса Метерлінка», 2012; докторська дисертація «Вербалізація концептосистеми міфопоетичної космології в українській та бельгійській символістській поезії», 2019). Консультант Європейського центру художнього перекладу (Бельгія). 

## Громадський діяч
Член (2009) Національної спілки письменників України, Асоціації європейських журналістів (2012), Спілки письменників Євразії (2017), Почесний член PEN Бельгії (2013), дійсний член, директор Київського центру та Міжнародний секретар секції літератури Європейської академії наук, мистецтв і літератури, член Національної академії наук вищої освіти України, Міжнародної літературної академії ім. М. Емінеску, Європейської академії наук і мистецтв у Зальцбурзі, бере участь у роботі низки інших міжнародних наукових та літературних організацій у Бельгії, Франції, Чорногорії, Швейцарії, Словенії, Італії, Румунії, Греції, Туреччині, Монголії та ін. країн.

## Творчість

### Окремі видання
- Чистяк, Дмитро. Перші проталини.— К.: ВПЦ «Київський університет», 2006. ISBN 978-966-594-813-X
- Метерлінк, Моріс. П'єси. /Упоряд., пер. з фр., передм. та комент. Д. О. Чистяка. — К.: Університетське видавництво «Пульсари», 2007. ISBN 978-966-8767-71-5
- Емманюель, Франсуа. Людське питання: Повість. /Пер.з фр., передм., післяслово і прим. Д. О. Чистяка. — К.: Унів.вид-во ПУЛЬСАРИ, 2009. ISBN 978-966-2171-29-7
- Метерлінк, Моріс. Блакитний птах / Переклад з французької, передмова, післяслово та примітки Д. О. Чистяка. — Тернопіль: Богдан, 2011. — 120 с.ISBN 978-966-10-1821-0
- Крутенко, Наталія. Анна Ярославна = Anne de Kyiv. / Переклад з української французькою Максима Маурітссона та Дмитра Чистяка. — К.: Університетське видавництво ПУЛЬСАРИ, 2011. — 140 с.ISBN 978-966-2171-80-8
- Юрсенар, Марґеріт. Твори: Чорне творіння. Вогні. / Пер.з фр., передм., післяслово і прим. Д. О. Чистяка. — К.: Унів.вид-во ПУЛЬСАРИ,2012. ISBN 978-617-615-005-3
- Віллемс, Поль. Сніг. Зелене кошеня / Переклад з французької та передмова Д.Чистяка. — Тернопіль: Навчальна книга Богдан, 2012. ISBN 978-966-10-2568-3
- Малишко, Андрій. Моя стежина = Malychko, Andriï. Mon chemin: Поезії, покладені на музику / Упорядкування, передмова, переклад з української французькою Дмитра Чистяка. — К.: Університетське видавництво ПУЛЬСАРИ, 2012. ISBN 978-617-615-020-6
- Чистяк, Дмитро. Надсадний сад: поезії 2006—2011 / Дмитро Чистяк. — К.: Журнал «Радуга», 2012.ISBN 978-966-1642-86-6
- Перр'є, Анн. Птахи полум'я / Упорядкування, передмова та переклад з французької Дмитра Чистяка / Анн Перр'є. — К.: Журнал «Радуга», 2012. ISBN 978-966-1642-90-3
- Мозетіч, Бране. Банальнощі / Передмова, переклад із французької Дмитра Чистяка. — К.: Журнал «Радуга», 2012. ISBN 978-9661642-93-4
- Дімулі, Анґелікі. Ердилон / Переклад із французької і новогрецької Назарія Назарова і Дмитра Чистяка. — К. –Умань: ПП Жовтий О. О., 2013. ISBN 978-966-525-119-4
- Ван Лерберг, Шарль. Вибрані твори / Переклад з французької, передмова, післямови та примітки Дмитра Чистяка за участю Івана Рябчія. — К.: «Журнал „Радуга“», 2013. ISBN 978-966-281-001-1
- Чистяк Дмитро Олександрович. Лінгвоміфопоетичний аналіз художнього тексту: навчальний посібник / Д. О. Чистяк. — К.: Журнал «Радуга», 2015. ISBN 978-966-281-040-0
- Метерлінк, Моріс. Рання драматургія: хрестоматія / Упорядкування, переклад з французької та коментарі Д. О. Чистяка. — К.: Журнал «Радуга», 2015. ISBN 978-966-281-039-04
- Тірі М. Проїздом у Києві: роман / Марсель Тірі [Переклад з французької та післямова Д. Чистяка]. — К.: Самміт-Книга, 2016.ISBN 978-617-7350-40-7
- Чистяк Д. Міфопоетична картина світу в бельгійському символізмі: монографія / Дмитро Чистяк. — К.: Журнал «Радуга», 2016.  ISBN 978-966-281-058-5
- Чистяк Дмитро Олександрович. Море у камені: поезія, проза, поетичні переклади / Дмитро Чистяк. — Київ: Фенікс, 2016.  ISBN 978-966-136-397-6
- Дюпюї С. Падіння друге: п'єси / Сильвіан Дюпюї [Переклад з французької Дмитра Чистяка й Івана Рябчія]. — К.: ТОВ «Всесвіт», 2016. ISBN 978-966-8439-36-0
- Мозетіч Б. Манія: поезії [Переклад зі словенської та французької, передмова Дмитра Чистяка]. –К.: Журнал «Радуга», 2017.  ISBN 978-966-281-080-6
- Юрсенар, Марґеріт. Адріанові спогади / Марґеріт Юрсенар; пер. з франц. Д.Чистяка. — К.: Журнал «Радуга», 2017.  ISBN 978-966-281-088-2
- Деаконеску І. Безлітнє: поезії / Іон Деаконеску; передм., пер. з франц. Д.Чистяка. — К,: Самміт-Книга, 2017.  ISBN 978-617-7560-18-9
- Lazebnyk V. L'acier dans la steppe, le regard de l'Ukraine: essais historiques / Valentyna Lazebnyk; Traduction française par Dmytro Tchystiak et Oléna Solomarska. Dnipro, Art-Press, 2017. ISBN 978-966-348-411-2
- Лоран-Катріс Н. Від столу до престолу: поезія / Ніколь Лоран-Катріс; пер. з франц. Д.О.Чистяка. – К.: Самміт-Книга, 2018.  ISBN 978-617-7672-15-8
- Ванчев де Трасі А. Світло у світлі: поезія / Атанас Ванчев де Трасі; передм., пер. з франц., прим. Д.О.Чистяка. – К,: Саміт-Книга, 2018.  ISBN 978-617-7672-35-6
- Чистяк Д.О. Міфопоетична космологія в мові української та бельгійської символістської поезії: монографія / Дмитро Чистяк. – К.: Саміт-Книга, 2018.  ISBN 978-617-7672-45-5
- Де Деккер Ж. Вибрані п'єси / Жак Де Деккер; упоряд., передм., пер. з франц. Д.О.Чистяка. - К.: Саміт-Книга, 2019. ISBN 978-966-986-077-4
- Ґаравалья Л. Симетрія перлини: поезії / Лаура Ґаравалья; передм., пер. із італ. Д.О.Чистяка. – К.: Саміт-Книга, 2019. ISBN 978-966-986-088-0
- Джуричкович М. Як виростають близнюки: оповідання для дітей / Милутин Джуричкович; передм., пер. із серб. Д.О.Чистяка. – К.: Саміт-Книга, 2019.  ISBN 978-966-986-089-7
- Чистяк Д. Мова міфопоетичного космосу в українській та бельгійській символістській поезії: монографія / Дмитро Чистяк. – К.: Саміт-Книга, 2019. ISBN 978-966-986-085-9
- Насімі С.І. І шляхом Істини постав я сам...: поезії ; упоряд., передм., прим. Д.Чистяка і П.Ахундової, пер. з азерб. П.Ахундової, М.Мірошниченка, П.Мовчана, С. Тельнюка, Д.Чистяка. – К.: Саміт-Книга, 2019. ISBN 978-966-986-111-5
- Чистяк Д.О. Інтертекстуальний аналіз художнього тексту: навчальний посібник. К.: Саміт-Книга, 2020. 138 с. ISBN 978-966-986-195-5
- Жаккотте Ф. Зошит зелені: вибрані твори; пер. з франц. Д. Чистяка. К.: Саміт-книга, 2020. 488 с. ISBN 978-966-986-296-9
- Чистяк Д.О. Лінвокогнітивний аналіз художнього тексту: навчальний посібник. К.: Саміт-книга, 2021. 130 с. ISBN 978-966-986-344-7
- Тафа Л. Розмова з камінням: поезії; пер. з албан. Є.Келменді, Д.Чистяка. К.: Саміт-книга, 2021. 72 с. ISBN 978-966-986-455-0
- Ченгиз М. Троянда шумовинь: поезії; пер. з франц. Дмитра Чистяка. К.: Саміт-книга, 2021. 88 с. ISBN 978-966-986-164-1
- 2022 року вийшла друком збірка вибраних творів Дмитра Чистяка 2007-2033 років «Скляна зоря»,  К.: Саміт-книга, 2022. 408 с. ISBN 978-966-986-157-3

### Видання французькою мовою
- Tchystiak, Dmytro. Verger inassouvi. Poésie 2006—2011. — Rouen: Christophe Chomant Editeur, 2012. ISBN 978-2-84962-226-1
- Bagriana, Anna. L'Ancre: Poèmes = Багряна, Анна.Якір: Поезії / Traduction française par Dmytro Tchystiak. — Bruxelles: L'Esprit des Aigles, 2012. ISBN 978-1-291-03307-6
- Dovgyï, Olexiï. Le calice de roses: Poésies = Довгий, Олексій. Келих троянд: Поезії [Переклад з української французькою Івана Рябчія та Дмитра Чистяка]. — Paris: L'Harmattan, 2010. — 118 p. ISBN 978-2-296-13325-9
- Clarinettes solaires: Anthologie de la poésie ukrainienne / Traduit en français par Dmytro Tchystiak. Paris, ICS, 2013. ISBN 978-2-919320-55-4
- Tchystiak, Dmytro. Champ. Soir et matin = Чистяк, Дмитро. Поле вечірнє і ранкове. Paris: ICS, 2013. ISBN 978-2-919320-53-0
- Tchystiak, Dmytro. Un oiseau face à la mer: In memoriam Maurice Maeterlinck. — Paris: ICS, 2013. ISBN 978-2-919320-54-7
- Tchystiak, Dmytro. Champ. Soir et matin. In memoriam Holodomor. — Rouen: Christophe Chomant Editeur, 2013. ISBN 978-2-84962-280-3
- Chevtchenko Taras. Testament. Poèmes mis en musique. Traduction française par Dmytro Tchystiak. — Paris: ICS, 2014. ISBN 978-2-919320-73-8
- Pavlytchko Dmytro. Mes deux couleurs. Traduction française par Dmytro Tchystiak. — Paris: ICS, 2015. ISBN 978-2-919320-99-8
- Oliïnyk Borys. Mon soleil blanc / Traduit en français par Dmytro Tchystiak. — Paris: ICS, 2015. ISBN 978-2-37356-021-3
- Pavliouk, Ihor. Magma polésien: poèmes / Traduction française par Dmytro Tchystiak et Athanase Vantchev de Thracy. Rouen: Christophe Chmomant éditeur, 2015. ISBN 978-2-84962-319-0
- Franko, Ivan. Le temps mémorable est venu. Traduit en français par Dmytro Tchystiak. — Paris: Sigillaire, 2016. ISBN 978-2-37356-040-4
- Perovic, Sreten. L’enracinement: poèmes / Sreten Perovic. Traduit en français et annoté par Dmytro Tchystiak. Paris, Sigillaire, 2017. ISBN 978-2-37356-047-3
- L’amour de la liberté : Anthologie du Concours International de poésie de l’AESAL en 2017. Traduit en français par Dmytro Tchystiak ; édité par Nicole Lemaire d’Agaggio et Dmytro Tchystiak. Paris, Sigillaire, 2017 ISBN 978-2-37356-049-7
- Dratch, Ivan. Etude volcanique. Traduit en français et annoté par Dmytro Tchystiak. Paris, Sigillaire, 2017. ISBN 978-2-37356-046-6
- Korotko, Olexandre. La grenouille rouge: poèmes. Traduit en français par Dmytro Tchystiak et Nicole Laurent-Catrice. Paris, L’Harmattan, 2018 (Collection "Poètes des cinq continents"). ISBN 978-2-343-100042-5
- Movtchane, Pavlo. Sang argenté : poèmes. Traduit en français par Dmytro Tchystiak et Nicole Laurent-Catrice. Paris, L’Harmattan, 2018. (Collection « Poètes des cinq continents »).ISBN 978-2-343-15894-5
- Ismayil, Mammad. Un feu solitaire en exil. Traduit en français par Dmytro Tchystiak et Nicole Laurent-Catrice; Préface par D.Tchystiak. Paris, L’Harmattan, 2019 (Collection « Lettres européennes »). ISBN 978-2-343-16656-8
- Kelmendi, Jeton. L’âge mythique: poèmes. Traduction française par Nicole Laurent-Catrice et Dmytro Tchystiak; Préface par D. Tchystiak. Paris, L’Harmattan, 2020. (Collection « Lettres européennes »). ISBN 978-2-343-19440-0
- Deaconescu, Ion. La condamnation du poète. Traduction française par Nicole Laurent-Catrice. Préface de Dmytro Tchystiak. Paris, L’Harmattan, 2020. (Collection « Lettres européennes »). ISBN 978-2-343-19439-4
- Clarinettes solaires: anthologie de la poésie ukrainienne. 3e éd. Traduit en français par Dmytro Chystiak. Bruxelles: Bogdani, 2021. 180 р. ISBN 978-2-87485-034-9
- Clarinettes solaires: anthologie de la poésie ukrainienne. 4e éd. Traduit en français par Dmytro Tchystiak. Rouen: Christophe Chomant éditeur, 2022. 176 p. ISBN 978-2-84962-538-8
- Melnychenko I. Contes de la forêt bleue. Traduction française par Olena Solomarska et Dmytro Tchystiak. Paris : L’Harmattan, 2022. 140 p. ISBN 978-2-14-027499-2
- Hrouchevskyï Mykhaïlo. Précis de l'histoire de l'Ukraine. Vol. 1. Traduction française revue, corrigée et préfacée par Dmytro Tchystiak. 162 р. Rouen: Christophe Chomant éditeur, 2022. ISBN 978-2-84962-548-4
- Hrouchevskyï Mykhaïlo. Précis de l'histoire de l'Ukraine. Vol. 2. Traduction française revue, corrigée et préfacée par Dmytro Tchystiak. Rouen: Christophe Chomant éditeur, 2022.160 р. ISBN 978-2-84962-549-1
- Nassimi, Seyid Imadeddin. Les noms divins s’ouvrent sur ton visage... Traduction française par Dmytro Tchystiak et Pusta Akhundova. Paris: Hémisphères éditions, 2023. 102 p. ISBN 978-2-37701-150-6

### Видання іншими мовами
- Чистяк, Д. Възжелана градина: Поезия / Превод от украински Димитър Христов. — София: Мултипринт, 2013. ISBN 978-954-362-120-0 (Болгарія)
- Чистjaк, Дм. Посакувана градина: Поезия / Превод на македонки Ана Багрjана и Траjче Кацаров. — Штип: Центар за культурна инициjатива, 2013. ISBN 978-608-65357-5-9 (Північна Македонія)
- Tchystiak, D. Filizi i Parritur: Poésie / Perktheu: Albert V. Nikolla. — Tiranë : Ilar, 2013. ISBN 978-9928-107-72-5 (Албанія)
- Tchystiak, D. Marea din piatră: poetry / Traduceri di Acad. Ion Deaconescu. Craiova, Editura Europa, 2017. ISBN 978-673-1874-13-5 (Румунія)
- Чистjак Дмитро. Море у камену: Избране песме / Превод А. ШћепоновиЋ, Предговор М. ЂуричковиЋа / Дмитро Чистjак. – Београд: Алма, 2018. ISBN 978-86-7974-622-1 (Сербія)
- Tchystiak D. Teme-te de memorie ! / Traduceri de Acad. Nicolae Dabija]. Chişinau, Editura pentru Literatură şi Artă, 2018. ISBN 978-9975-3200-0-9 (Молдова)
- Chystiak D. Duet of Mirrors : selected poems [Japanese translation by Prof. Mariko Sumikura]. Kyoto: Japan Universal Poets Association, 2019. ISBN 978-4-908202-72-8 (Японія)
- Chystiak D. Köben a tenger : versek 2010-2018 / Hungarian translation by Attila F.Balázs. Budapest : Parnasszus Könyvek, 2019. ISBN 978-963-9781-80-1 (Угорщина)
- Chystiak D. Star of Glass (Garasu no hoshi): Poems / Japanese translation by Prof. Mariko Sumikura. Kyoto: Japanese Universal Poets Association, 2020. 136 p. ISBN 978-4-908-20293-3 (Японія)
- Chystiak D., Shimoda K. Duet of Legacy (Sakae no Nijuso): Poems / Japanese translation by Prof. Mariko Sumikura. Kyoto: Japanese Universal Poets Association, 2020. 153 p.ISBN 978-4-908202-85-8 (Японія)
- Chystiak D. The Star of Glass: selected poems. Azeri translation by Salam Sarvan and Sahid Saritorpaq. Baku: National Centre for Literary Translation of Azerbaijan, 2020. ISBN 978-9952-531-21-3 (Азербайджан)
- Chystiak D. Mare nella pietra: poetry. Italian translation and postface by Stefano Donno. Lecce: I Quaderni del Bardo edizioni, 2021. 92 p. ISBN 979-8-718-38019-4 (Італія)
- Chystiak D. Taştaki Deniz. Translated in Turkish by Metin Cengiz. Istanbul: Şiirden Yayıncılık, 2021. 58 p. ISBN 978-605-7513-53-3 (Туреччина)
- Clarinetti solari : Antologia della poesia ucraina. Testi scelti e tradotti in francese a cura di Dmytro Tchystiak. Traduzione in italiano a cura di Laura Garavaglia e Annarita Tavani. I quaderni del Bardo edizioni, 2023. 360 p. ISBN 9798374510843 (Італія)

## Відзнаки
- Кавалер Ордена Академічних пальм за заслуги перед французькою культурою (указ Прем'єр-Міністра Франції від 28 жовтня 2020).
- Відзначений найвищою перекладацькою нагородою Королівства Бельгія — Премією Міністерства культури Федерації Валлонія-Брюссель (2012) за «високохудожнє відтворення текстів франкомовної бельгійської літератури та внесок у її розвиток за кордоном».
- Лауреат Гранту Президента України для молодих письменників за збірку вибраних творів «Скляна зоря» (2022)
- Лауреат Премії Кабінету міністрів України в галузі художнього перекладу ім. Максима Рильського за переклад творів «Срібна кров» Павла Мовчана (2021)
- Лауреат Премії ім. Григорія Сковороди Посольства Франції в Україні (2012) та літературної премії ім. Максима Рильського (2013) за переклади творів Марґеріт Юрсенар.
- За коментований переклад «Вибраних творів» Ш.Ван Лерберга відзначений Премією ім. П.Куліша Національної спілки письменників України (2014).
- Переможець Міжнародних конкурсів франкомовних новелістів (Діжон, 2008; Краайнем, 2009; Ватерлоо, 2010).
- За поетичну збірку «Надсадний сад» (2012) — лауреат Українсько-німецької недержавної премії ім. О. Гончара (2010), Премії видавництва «Смолоскип» (2010), Премії «Благовіст» (2013), Премії ім. Павла Тичини (2014) Національної спілки письменників України, Літературної премії м. Джакова (2013, Албанія).
- Дипломант Міжнародного конкурсу молодих літераторів «Гранослов» (2008).
- Лауреат Премій Посольства Канади в Україні (2006, 2007, 2008);
- Стипендіат Національного центру книжки Франції (2011, 2015, 2019), Фундації Про Гельвеція Швейцарської конфедерації (2015, 2019), Федерації Валлонія-Брюссель (Бельгія, 2007—2017).
- Стипендіат Президента України (2021), Київської міської державної адміністрації (2010) та Кабінету міністрів України (2011).
- «За плідну перекладацьку творчість із популяризації франкомовних авторів в Україні й українських — за кордоном, а також за оригінальний письменницький доробок» відзначений Міжнародною літературною премією ім. М.Гоголя «Тріумф» (2013), «за визначні досягнення в галузі французької філології та плідну працю з популяризації доробку українських письменників і науковців за кордоном» — Міжнародною літературною премією ім. Г.Сковороди «Сад божественних пісень» (2014).
- За упорядкування бельгійського числа журналу «Всесвіт» (№ 9-10 за 2015 р.) відзначений Премією Ars Translationis ім. Миколи Лукаша (2015).
- Збірка вибраних поезій, прози та перекладів «Море у камені» (2016) була випущена за програмою видань Київської міської ради, а в перекладі румунською здобула Спеціальну Премію на 5-му Міжнародному фестивалі ім. Міхая Емінеску в Крайові (Румунія, 2017), Премію «Література і мистецтво» Спілки письменників Молдови (2018), Премії ім Л.Мушицького (Сербія, 2018), Премії фестивалю «Європа у віршах» (Італія, 2022), Премії ім.Л.Седара Сенґора (Італія, 2023).
- За наукову та письменницьку діяльність має низку нагород МОН України, Міністерства культури України, НАН України, а також вітчизняних та іноземних дипломатичних, наукових і літературних установ. Зокрема відзначений нагородою ЮНЕСКО(Греція, Саламін, 2014), Медаллю ім. Міхая Емінеску (Румунія, 2018), Премією ім. Скандербега Міністерства культури Косова (2018), Літературного фестивалю «Ora e Poezisë» (Трополє, Албанія, 2013), Літературною премією ім. П.Боґдано (Бельгія, 2016), ювілейною медаллю Петара ІІ Петровича Нєгоша Почесного консульства Чорногорії в Україні (2015), Почесною Грамотою Президії НАН України, медаллю ім. І.Франка НАН України та МАН України (2016), медалями «за успіхи в науково-педагогічній діяльності» (2016), ім. І.Крип'якевича (2017), ім. М.Дубини (2018), Ярослава Мудрого (2022) та Св. Володимира (2022) Академії наук вищої освіти України. Повний кавалер Орденів Св. Кирила і Мефодія (2016) та Св. Володимира (2019) УПЦ КП тощо.
- Всеукраїнська літературна премія імені Михайла Коцюбинського (2024) у номінації «Художній переклад» за книгу вибраних перекладів «Край неогортанний».[4]